# Abrahams Bog
Abrahams Bog er et skrift i Jesu Kristi Kirke af Sidste Dages Hellige (mormonkirken). Skriftet består af fem korte kapitler samt tre faksimiler med tilhørende forklaringer og indgår i bogen Den Kostelige Perle, som udgør et af kirkens »standardværker«. Abrahams Bog er dikteret af mormonkirkens grundlægger, amerikaneren Joseph Smith Jr., og er ifølge ham en »oversættelse af ... Abrahams skrifter ... skrevet ved hans egen hånd på papyrus«. Skriftet udkom for første gang i kirkens tidsskrift Times and Seasons i marts 1842 og er siden oktober 1880 blevet regnet blandt kirkens kanoniske skrifter.

## Abrahams og Josefs skrifter
Omkring 1820 udgravede italieneren Antonio Lebolo i et gravkammer nær oldtidsbyen Theben i Egypten 11 velbevarende mumier og nogle papyrusruller. Fundet blev fragtet til Trieste og – efter Lebolos død – derfra videre til USA, hvor irlænderen Michael H. Chandler i begyndelsen af 1833 tog dem i kommission. Syv af mumierne blev solgt, inden Chandler i juli 1835 nåede til byen Kirtland, hvor mormonkirken dengang havde hovedsæde.

### Seeren Joseph Smith
Smith havde i 1830 udgivet værket Mormons Bog, som han ved hjælp af en seersten hævdede at have oversat fra »reformerede egyptiske« skrifttegn på guldplader, som han skal have fundet i en stenkiste i 1823. Det var en bemærkelsesværdig bedrift, eftersom ingen egyptologer i USA på det tidspunkt kunne læse hieroglyffer. Ifølge Mormons Bog kunne en seer imidlertid »oversætte alle optegnelser, der er fra gammel tid«, og da Smith hævdede at kunne genkende nogle af hieroglyfferne på rullerne, lod han kirken købe de resterende mumier og papyri for 2400 dollars. Den 5. juli 1835 gjorde Smith en fantastisk opdagelse:

»Jeg påbegyndte oversættelsen af nogle af skrifttegnene, eller hieroglyfferne, og ... opdagede, at en af rullerne indeholdt Abrahams skrifter, en anden Josefs skrifter.«

Som støtte for oversættelsen af hieroglyfferne affattede Smith sin Grammar & Alphabet of the Egyptian Language, Smith skrev den 19. juli 1835:

»Resten af måneden var jeg optaget af at oversætte et alfabet til Abrahams Bog og forfatte en egyptisk grammatik.«

I Smiths grammatik er de enkelte hieroglyffer fra rullen i kolonneform stillet op over for Smiths tydning af hieroglyfferne. Til hver hieroglyf svarer typisk et vers af Abrahams Bog, hvilket viser, at Smith betragtede Abrahams Bog som en ordret oversættelse.

### Indhold
- Abraham stræber efter retfærdighed og prædiker omvendelse i Kaldæa. Folkets afgudsdyrkende præster øver vold mod Abraham og vil ofre[9] ham til deres guder, men en engel udfrier ham.
- Gud lover Abraham det præstedømme, som Kana'ans efterkommere er blevet nægtet som følge af Kana'ans forbandelse.[10]
- Abramham drager med sin familie til Egypten, hvor Herren – til forskel fra de tilsvarende vers[11] i Biblen – befaler Abraham at lade Saraj lyve over for egypterne og sige, at hun er Abrahams søster.[12]
- Abraham beskriver verdensrummets opbygning. Himmellegemernes omløbsbaner i forskellig afstand om Guds trone sammenlignes med menneskeåndernes forskellige intelligensniveauer.
- Et råd af guder skaber jorden af eksisterende materiale.[13]

### Samtidige værker
Flere værker fra Smith samtid underbygger tankegodset i Abrahams Bog. Omvendt kan de også have virket som inspirationskilde.
Første Mosebog i Bibelen synes at være blevet brugt som støttetekst under oversættelsen af Abrahams Bog. Første Mosebog 1; 2; 11,27-28; 12 svarer i grove træk til Abrahams Bog 2, 4-5.
Elementer fra Josefus' værk Jødisk forhistorie er også at genfinde i Abrahams Bog. Josefus fortæller, at Abraham »begyndte at have højere idealer om dyd end andre og besluttede at forny og ændre den opfattelse, som alle mennesker havde af Gud«. Josefus beskriver også, hvordan Noa »forbandede [Kams] efterkommere«, mens Abrahams slægt »undslap forbandelsen«.
I Philosophy of a Future State, skrevet af Thomas Dick og udgivet i 1830 fremsætter Dick tanker om, at alt stof er evigt og uforgængeligt, og at intet kunne skabes af ingenting. Dick tænkte sig også, at mange af universets stjerner var beboet af »forskellige ordner af intelligenser«, som befandt sig på forskellige stader frem mod fuldkommenhed. Endvidere forestillede Dick sig, at »universets systemer kredser om et fælles centrum ... Guds trone«.
Endvidere læste Smith hebraisk i vinteren 1835-1836. Dette kan have påvirket hans brug af hebraiske ord i kapitel 3 af Abrahams Bog.

### Josefs Bog
»Josefs skrifter« nåede Smith ikke at oversætte før sin død i 1844, men Oliver Cowdery, der virkede som skriver under oversættelsen, uddybede i et brev fra 1835, at de rummede »skabelseshistorien, menneskets fald og mere eller mindre korrekte opfattelser af Gud«. Cowdery forklarede, at en mindre del af teksten var skrevet med rødt blæk, og han beskrev illustrationerne:

»Fremstillingen af Gud – tre og dog én – giver forfatterens opfattelse af det ophøjede væsen ... Slangen, fremstillet som værende i stand til at gå, stående foran en kvindeskikkelse ... Enoks søjle, som nævnt i Josefus.«

### Papyrusrullerne efterlades
Tekst mangler, hjælp os med at skrive teksten

## Et overraskende fund

### Egyptologers oversættelse
Da papyruserne blev fundet igen i 1966, begyndte oversættelsesarbejdet af teksterne. Og det viste sig blot at være en begravelsestekst, uden nogen reference til Abraham. Der skulle gå 47 år før Mormonkirken lod denne opdagelse have indflydelse på selve introduktionen til Abrahams Bog, som før 2013 sagde:
En oversættelse af nogle ældgamle optegnelser, som fra Egyptens katakomber er faldet i vore hænder. Abrahams skrifter, kaldet Abrahams Bog, skrevet ved hans egen hånd på papyrus, mens han var i Egypten.
I 2013 blev dette ændret til: 
En inspireret oversættelse af Abrahams skrivelser. Joseph Smith begyndte sin oversættelse i 1835, efter han kom i besiddelse af noget egyptisk papyrus. Denne ændring imødekommer den omfattende kritik af mormonkirken, som der har været efter, man fandt ud af, at Joseph Smiths oversættelse slet ikke stemte overens med egyptologernes.